# Sekigahara (Gifu)
Sekigahara (jap. 関ケ原町 Sekigahara-chō) – miasto w Japonii, na wyspie Honsiu, w prefekturze Gifu. Według danych na rok 2020 miejscowość zamieszkiwało 6 610 mieszkańców , a gęstość zaludnienia wyniosła 134,1 os./km².